# تارتانو
تارتانو (به ایتالیایی: Tartano) یک کومونه در ایتالیا است که در استان سوندریو واقع شده‌است.

## خصوصیات
تارتانو ۴۷٫۶ کیلومترمربع مساحت و ۲۳۶ نفر جمعیت دارد.